# Gymnastes
Gymnastes är ett släkte av tvåvingar. Gymnastes ingår i familjen småharkrankar.

## Dottertaxa tillGymnastes, i alfabetisk ordning[1]
- Gymnastes anticaniger
- Gymnastes berumbanensis
- Gymnastes bistriatipennis
- Gymnastes catagraphus
- Gymnastes clitellarius
- Gymnastes comes
- Gymnastes cyanoceps
- Gymnastes dasycerus
- Gymnastes demeijerei
- Gymnastes dilatipes
- Gymnastes fascipennis
- Gymnastes flavitibia
- Gymnastes fulvogenualis
- Gymnastes gloria
- Gymnastes hyalipennis
- Gymnastes hylaeus
- Gymnastes imitator
- Gymnastes kandyanus
- Gymnastes latifuscus
- Gymnastes maya
- Gymnastes mckeani
- Gymnastes multicinctus
- Gymnastes nigripes
- Gymnastes niveipes
- Gymnastes omeicola
- Gymnastes ornatipennis
- Gymnastes pennipes
- Gymnastes perexquisitus
- Gymnastes pictipennis
- Gymnastes riedeli
- Gymnastes shirakii
- Gymnastes simhalae
- Gymnastes subnudus
- Gymnastes teucholaboides
- Gymnastes tridens
- Gymnastes violaceus